# Торе де Торти (Павија)
Торе де Торти је насеље у Италији у округу Павија, региону Ломбардија.
Према процени из 2011. у насељу је живело 101 становника. Насеље се налази на надморској висини од 82 м.